# Ruisseau de Pierre Ozaire
Der Ruisseau de Pierre Ozaire ist ein Bach im Kanton Waadt im Einzugsgebiet der Rhone.

## Geographie
Der Bach entspringt im Waldgebiet Grand Bois des Jorat 1,5 Kilometer östlich des Passüberganges Chalet à Gobet auf der Höhe von 865 m. ü. M. Nahe bei der Quelle des Baches führt die kontinentale Wasserscheide zwischen dem Einzugsgebiet der Rhone und jenem des Rheins durch das Waldgebiet. Die Quellen auf der gegenüberliegenden Seite des Höhenzuges bilden die gegen Norden fliessende Bressonne im Flussgebiet der Aare.
Der Bach fließt gegen Südsüdwesten und entwässert eine weite Talmulde bei der Ortschaft Vers-chez-les-Blanc. Mehrere kurze Quellbäche münden von beiden Seiten in den Ruisseau de Pierre Ozaire. Der Ruisseau du Grand Bois ist der grösste Seitenbach und mündet von rechts, der Ruisseau du Martinet von links, teilweise eingedolt, in den Hauptbach. Vier Strassenbrücken überqueren den Bach, der nach einem Lauf von 3,5 Kilometern südwestlich von La Guéta von rechts in die Chandelar mündet. Deren Oberlauf heisst auch La Guéta. Die Chandelar ist ein Nebenfluss der Paudèze, die bei Pully und Paudex den Genfersee erreicht. Die Mündung des Ruisseau de Pierre Ozaire in die Chandelar liegt auf 772 m. ü. M.

## Geschichte
Im frühen 12. Jahrhundert gründete das Zisterzienserkloster Bellevaux auf Wunsch von Bischof Gerold von Faucigny im Tal des Ruisseau de Pierre Ozaire das Tochterkloster Gratia Dei, welches aber schon wenig später in das Tal des Talent nördlich des Jorat verlegt wurde, wo es als Kloster Montheron bis zur Reformation bestand. Möglicherweise lag der Konvent am Anfang beim Weiler Le Creux auf der linken Seite des Baches.
Der Ruisseau de Pierre Ozaire bildet auf seiner ganzen Länge einen Abschnitt der Gemeinde- und Bezirksgrenze zwischen der Stadt Lausanne im Westen (in der Flussrichtung gesehen rechts) und der Gemeinde Savigny im Bezirk Lavaux-Oron auf der Ostseite. Der Bach hat den Namen von der Bezeichnung eines Gebietes an seinem Oberlauf erhalten. Der Flurname Petra Agusoria ist im Jahr 1142 urkundlich erwähnt. 1288 ist er in der Form Pierra Uziéry notiert. Die Herkunft des Namens ist ungeklärt, ob er von einem besonderen Stein oder Felsen in der Gegend kommt (das Wort pièrra des alten frankoprovenzalischen Dialekts der Region bedeutet auf Deutsch «Stein»), ist nicht bekannt. In jüngerer Zeit ist er als Ortsname auf eine im 20. Jahrhundert errichtete Wohnsiedlung übergegangen, die bei einer Brücke im Tälchen des Baches liegt.
Kurz vor dem Ende des Bachlaufs stand neben einer Brücke bis um 1900 die Mühle Moulin de Bontieul oder Moulin de Bettecul. Wegen der nötigen Wasserkraft wurde der Bach von Vers-chez-les-Blanc in den Ruisseau de Pierre Ozaire umgeleitet.
Die 1902 eröffnete Strassenbahn von Lausanne nach Savigny führte unterhalb der Mühle mit einer neuen Brücke über den Bach. 1963 wurde die Strecke stillgelegt, das Trasse blieb als gewöhnliche Landstrasse erhalten. Um 1950 verschwand die alte Brücke bei der ehemaligen Mühle.
Im Tal von Pierre Ozaire grub die Wassergesellschaft Société des eaux de Pierre-Ozaire mit einer Konzession vom 15. Mai 1874 einen Stollen im Untergrund, um Wasservorkommen im porösen Bereich des Molassegebirges im Jorat zu erschliessen, und sie baute eine 10 Kilometer lange Leitung nach Lausanne. Das Wasser aus den Joratquellen macht einen wesentlichen Teil der Wasserversorgung für die Stadt aus. Seit 1907 gehört die Quelle von Pierre Ozaire dem Wasserwerk von Lausanne. Die Wasserfassung ist für Besucher zugänglich.